# PGM-17雷神导弹
雷神导弹（Thor）是美国空军第一代战略弹道导弹，名字来自北欧神话中的雷神索爾。1959年至1963年9月作为远程弹道导弹(IRBM) 部署在英国。
导弹高20米，直径2.4米。可携带一枚热核弹头，射程为1,850—3,700公里，从英国发射可以打到莫斯科。
罗伯特·特鲁阿克斯和阿道夫·泰尔1954年进行初期研制，1955年11月30日道格拉斯飞机公司、洛克希德公司和北美飞机公司参与投标，12月27日道格拉斯获得弹体建造合約，北美飞机公司下属的洛克达因公司获得引擎合約。
1956年7月导弹定型，1957年1月25日在佛罗里达州卡纳维拉尔角空军基地进行首次试射。此后多次试飞成功，最大射程达到2,400公里。1958年8月开始在英国部署全部60枚雷神导弹。
雷神导弹于1963年4月退役后，被用作运载火箭的第一级(芯级)，下部捆绑固体助推器，顶部串联不同的上面级，先后发展过20多个型号，形成了一个较完整的“雷神—德尔塔”运载火箭系列（三角洲系列運載火箭）。

## 参数 (PGM-17A)
- 系列: 雷神远程弹道导弹（Thor IRBM）, Thor DM-18 (单极 LV); Thor DM-19 (火箭第一级), Thor DM-21 (火箭第一级), Thor DSV-2D,E,F,G (亚轨道 LV), Thor DSV-2J (反弹道导弹), Thor DSV-2U (轨道运载火箭).

- 全长: 19.82米（65.0英尺）
- 跨绳: 2.74米（9.0英尺）
- 重量: 49,800（109,800磅）
- 净重: 3,125（6,889磅）
- 推力 (vac): 760 kN
- 起飞推力 (sl): 670 kN (150,000 lbf)
- Isp: 282 s (2.77 kN·s/kg)
- Isp(sl): 248 s (2.43 kN·s/kg)
- 燃烧时间: 165秒
- 核心直径: 2.44米
- 最大航程: 2,400 km（1,500 mi）
- 最高限度: 480 km（300 mi）

弹头
- 一个W49弹头在Mk. 2 再入飞行器
- 弹头质量: 1,000（2,200磅）
- 当量: 相当于1,440千吨TNT (6.02 PJ)
- CEP: 1 km（0.62 mi）

- 加速推进: 液体燃料火箭, LOX和煤油.
- 引擎:
  - Rocketdyne LR79-NA-9 (Model S-3D); 666 kN (150000 lbf)
  - Vernier: 2x Rocketdyne LR101-NA; 4.5 kN (1000 lbf) each
  - 推进剂: LOX/煤油 (美国空军使用“RP1”[煤油燃料)
  - 推力 (vac): 760 kN
  - Isp: 282 s (2.77 kN·s/kg)
  - Isp (sea level): 248 s (2.43 kN·s/kg)
  - 燃烧时间: 165 s
  - 发动机湿质: 643 kg
  - 直径: 2.44 m
  - 压力舱: 1
  - 压力舱压力: 4.1 MPa
  - 地区比率: 8.00
  - Thrust to Weight Ratio: 120.32
  - 国家: USA
  - 第一次发射: 1958
  - 最后一次发射: 1980
  - Flown: 145.
  - Comments: Designed for booster applications. Gas generator, pump-fed
- Guidance: Inertial
- 最高速度: 17,740 km/h（11,020 mph）
- 研制经费（美元）: $500百万
- 周期成本: $6.25百万
- 制造数量: 224
- Total Development Built: 64
- Total Production Built: 160
- Flyaway Unit Cost: US$750,000 in 1958 dollars
- 发射: 59
- 失败: 14
- 成功率: 76.27%
- 首次发射: 1957年1月25日
- 最后发射: 1975年11月5日